# Irina Alexandrowna Starych
Irina Alexandrowna Starych (russisch Ирина Александровна Старых; * 26. August 1987 in Kurgan als Irina Alexandrowna Maximowa) ist eine ehemalige russische Biathletin.

## Karriere
Irina Starych gab ihr internationales Debüt bei den Juniorenweltmeisterschaften 2005 in Kontiolahti, bei denen sie 17. des Einzels, 12. des Sprints und 14. der Verfolgung wurde. Mit Swetlana Slepzowa und Anastassija Kusnezowa gewann sie im Staffelrennen die Bronzemedaille. Ein Jahr später war sie sehr erfolgreich in Presque Isle. Im Einzel wurde sie hinter Veronika Vítková wie im Sprint hinter Olga Wiluchina Vizeweltmeisterin, im Verfolgungsrennen erreichte sie Rang fünf. Auch im Staffelrennen gewann sie an der Seite von Olga Wiluchina und Jewgenija Seledzowa die Silbermedaille. Nächste internationale Meisterschaften wurden die Sommerbiathlon-Weltmeisterschaften 2007 von Otepää, wo sie bei den Crosslauf-Rennen der Juniorinnen im Sprint, im Massenstart und im Mixed-Staffelrennen mit Tatjana Belkina, Maxim Adijew und Rinat Gilasow dreimal Gold gewann. In Haute-Maurienne gewann Starykh Ein Jahr später mit dem Sprint, der Verfolgung und mit Walentina Nasarowa, Dmitri Blinow und Wiktor Wassiljew im Mixed-Staffelrennen erneut drei Titel der Juniorinnen-Crosslauf-Rennen. Zuvor nahm sie in Nové Město na Moravě auch bei den Juniorinnenrennen der Europameisterschaften 2008 teil und gewann im Einzel hinter Elise Ringen und Iris Waldhuber die Bronzemedaille und mit Olga Wiluchina und Marija Panfilowa den Titel mit der Staffel.
Ihr Debüt bei den Frauen gab Starych zum Auftakt der Saison 2009/10 bei Sprints in Idre, wo sie zunächst als 13. sofort Punkte gewann und im folgenden Rennen als Achte erstmals auf eine einstellige Platzierung kam. Nach einem weiteren Sprint in Ridnaun, bei dem sie Neunte wurde, folgte eine internationale Wettkampfpause, bis sie 2013 wieder IBU-Cup-Rennen bestritt. In Martell belegte Starykh bei einem Sprintrennen mit Rang sechs ihr bislang bestes Ergebnis in der Rennserie. Erste Meisterschaft bei den Frauen wurden die Europameisterschaften 2013. Im Einzel erreichte sie den 17. Platz, im Sprint gewann sie den Titel und wurde Siebte des Verfolgungsrennens. Mit der Staffel wurde sie Fünfte. Am Holmenkollen in Oslo kam sie nur wenig später zu ihren ersten Einsätzen im Weltcup. Im Sprint wurde sie 37. und gewann als zweitbeste russische Läuferin sofort erste Punkte. Im anschließenden Verfolgungsrennen verbesserte sie sich bis Rang 21. Beim ersten Sprint der Saison 2013/14 erreichte sie als Fünfte in Östersund erstmals eine einstellige Platzierung. Bereits bei der nächsten Weltcupstation in Hochfilzen gelang ihr im Sprint ihre erste Podestplatzierung mit einem dritten Platz.
Aufgrund ihrer Leistungen im Weltcup – unter anderem erreichte Starych noch eine weitere Podestplatzierung in der Verfolgung in Le Grand-Bornand und einen Sieg mit der Staffel in Ruhpolding – wurde sie in das russische Aufgebot für die Olympischen Winterspiele in ihrem Heimatland berufen. Wenige Tage vor der Eröffnungsfeier wurde jedoch bekannt, dass sie bei einer Doping-Probe positiv auf EPO getestet wurde. Daraufhin zog sie das russische Team für die Winterspiele zurück. Von der IBU wurde sie bis Dezember 2016 gesperrt.

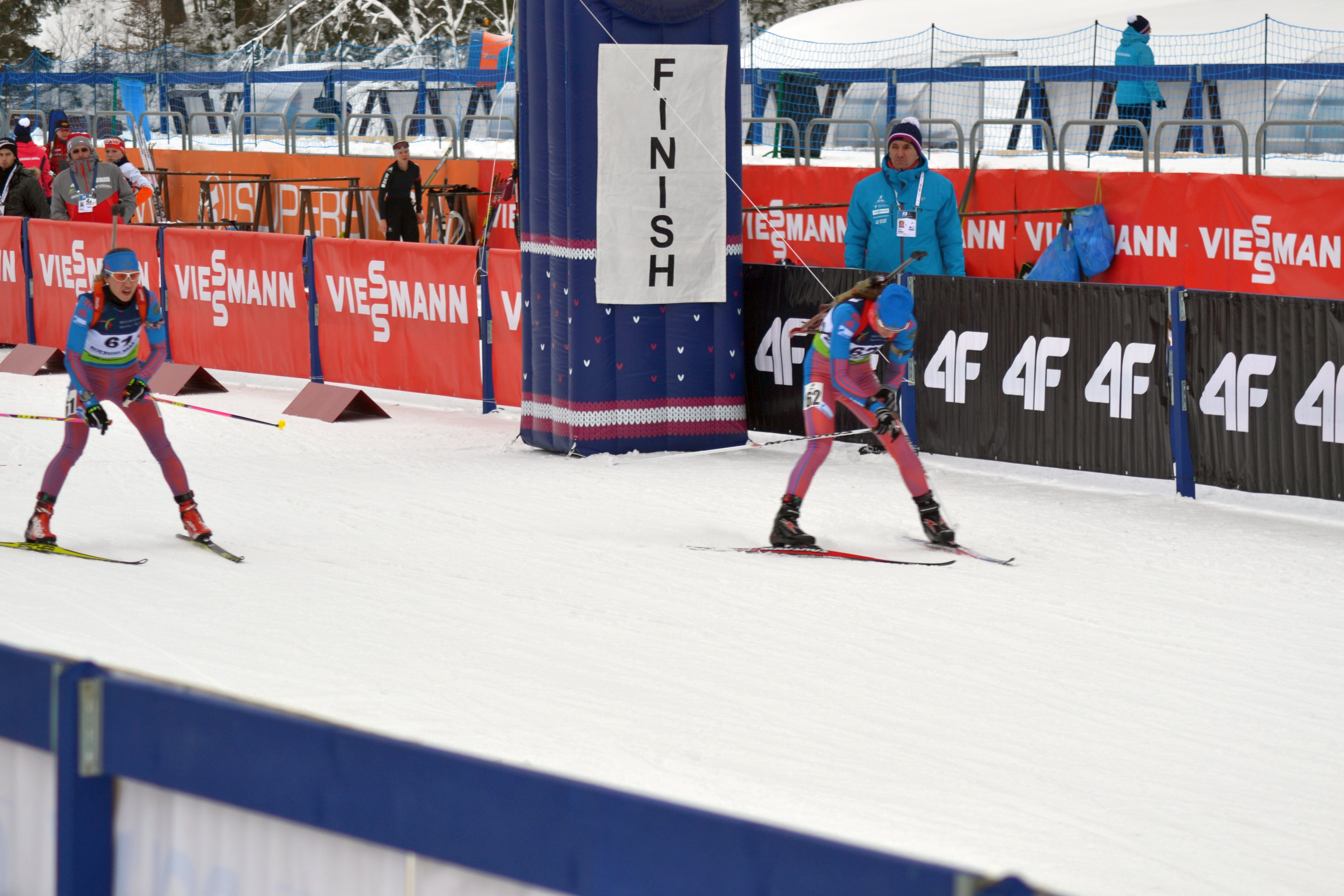
Zieleinlauf beim Einzel der Europameisterschaften, links Darja Wirolainen (61)

Schon im Januar 2017 kehrte sie auf Anweisung der russischen Verbandsführung in den Nationalkader und auf die internationale Bühne zurück. Bereits im Februar konnte sie bei den Europameisterschaften im polnischen Duszniki-Zdrój startete sie und erreichte herausragende Erfolge. Sie gewann die Titel im Einzel, der Verfolgung sowie mit der russischen Mixed-Staffel, im Sprintrennen belegte sie den dritten Rang.
Nachdem Starych aufgrund einer Wirbelsäulen-Operation die Saison 2020/21 verpasst hatte, gab sie im Mai 2021 ihren Rücktritt bekannt.

## Biathlon-Weltcup-Platzierungen
Die Tabelle zeigt alle Platzierungen (je nach Austragungsjahr einschließlich Olympische Spiele und Weltmeisterschaften).
- 1.–3. Platz: Anzahl der Podiumsplatzierungen
- Top 10: Anzahl der Platzierungen unter den ersten zehn (einschließlich Podium)
- Punkteränge: Anzahl der Platzierungen innerhalb der Punkteränge (einschließlich Podium und Top 10)
- Starts: Anzahl gelaufener Rennen in der jeweiligen Disziplin
- Staffel: inklusive Mixed- und Single-Mixed-Staffeln

| Platzierung | Einzel | Sprint | Verfolgung | Massenstart | Staffel | Gesamt |
| ----------- | ------ | ------ | ---------- | ----------- | ------- | ------ |
| 1. Platz    |        |        |            |             |         |        |
| 2. Platz    |        |        | 1          |             |         | 1      |
| 3. Platz    |        | 1      |            |             |         | 1      |
| Top 10      | 1      | 4      | 5          |             | 11      | 21     |
| Punkteränge | 4      | 14     | 13         | 5           | 13      | 49     |
| Starts      | 6      | 23     | 20         | 6           | 14      | 69     |

### Weltmeisterschaften
Ergebnisse bei den Weltmeisterschaften:
| Weltmeisterschaften | Weltmeisterschaften | Einzel | Sprint | Verfolgung | Massenstart | Staffel | Mixedstaffel | Single-Mixedstaffel |
| Jahr                | Ort                 | Einzel | Sprint | Verfolgung | Massenstart | Staffel | Mixedstaffel | Single-Mixedstaffel |
| ------------------- | ------------------- | ------ | ------ | ---------- | ----------- | ------- | ------------ | ------------------- |
| 2017                | Hochfilzen          | 42.    | 24.    | 4.         | 15.         | 4.      | –            | –                   |
| 2019                | Östersund           | –      | 44.    | 45.        | –           | –       | –            | –                   |
| 2020                | Antholz             | 32.    | 53.    | 24.        | –           | 8.      | 6.           | –                   |